# Geppino Volpe
Geppino Volpe (Napoli, 27 luglio 1900 – Napoli, 20 gennaio 1979) è stato un pittore italiano.

## Biografia
Geppino Volpe (vero nome Gabriele), figlio del più famoso Vincenzo, è l'unico a continuare la tradizionale attività degli avi. Esplica, col tempo, una personalità sua propria, distinguendosi negli affreschi e nei ritratti per gusto compositivo, caratterizzazione psicologica e varietà cromatica.
Espone alla Promotrice Fiorentina (1922), alle Quadriennali di Torino, alla Promotrice Salvator Rosa di Napoli, alla In Arte Libertas, alle mostre (IX-X-XI) del Sindacato Interprovinciale Fascista Belle Arti.
Sue opere si trovano nelle Collezioni Gualtieri e Capodanno, nel Santuario di Montevergine, nella Badia di Loreto, nella Chiesa dell'Annunziata, al Convento delle suore Benedettine a Mercogliano (Av), nella chiesa parrocchiale Santa Maria di Costantinopoli di Bellizzi Irpino frazione di Avellino, nell'edificio delle Scuole Elementari M. Aufiero a Sturno (Av) e presso gli eredi. Gli affreschi realizzati nella Chiesa di San Michele a Sturno e nel Santuario di Carpignano sono andati distrutti in seguito ai terremoti dell'agosto 1962 e del novembre 1980.